# Onthophagus triceratops
Onthophagus triceratops là một loài bọ cánh cứng trong họ Bọ hung (Scarabaeidae).